# スピードウェイ (インディアナ州)

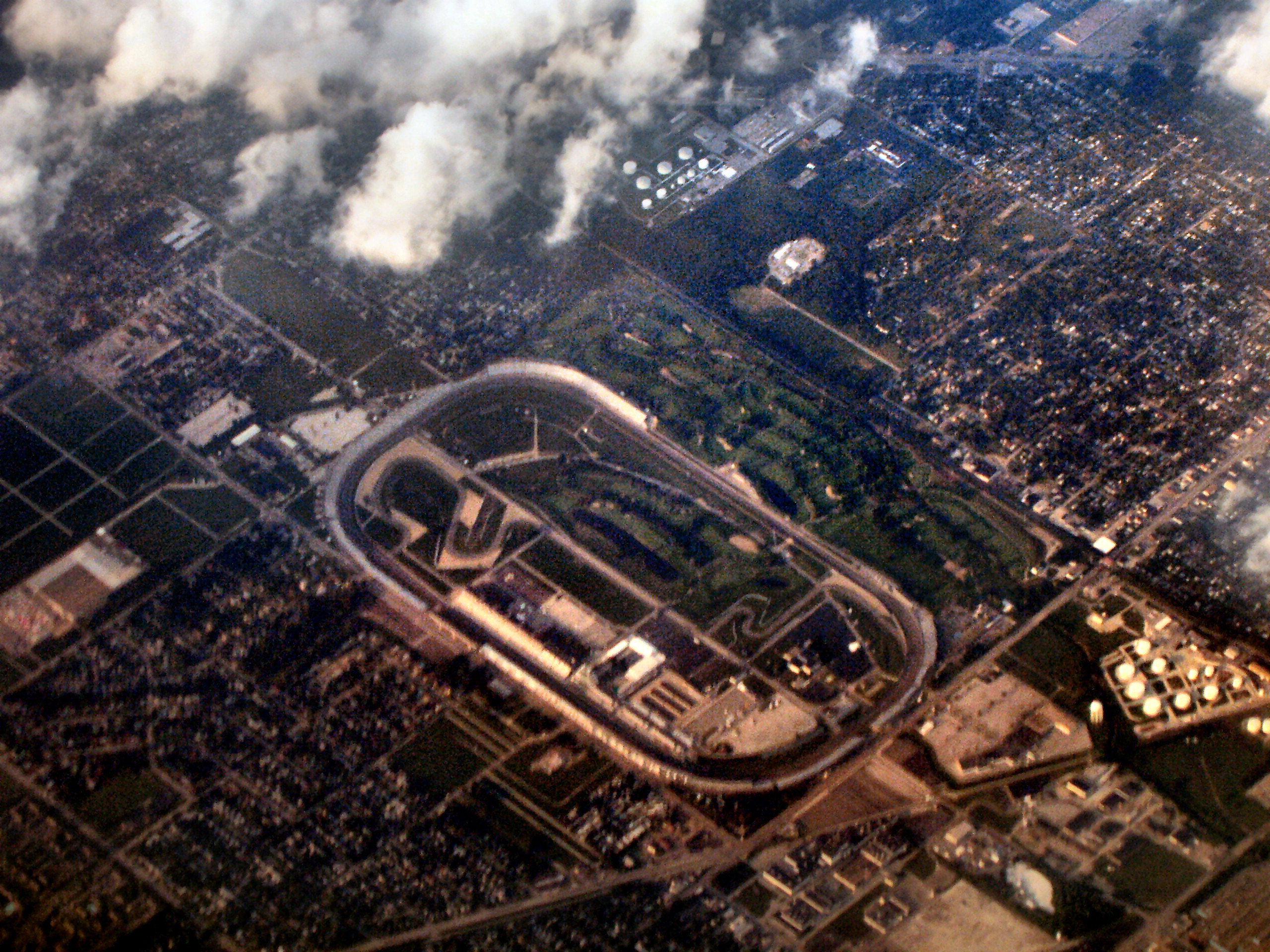
空から見たスピードウェイ

スピードウェイ (Speedway) は、アメリカ合衆国インディアナ州マリオン郡にある町であり、インディ500などのカーレースが行われるインディアナポリス・モーター・スピードウェイの所在地である。

## 地理
スピードウェイは北緯39度47分31秒、西経86度14分60秒 (39.791943, -86.249988)に位置している。
アメリカ合衆国統計局によると、この町は総面積12.3 km2 (4.8 mi2) である。このうち12.3 km2 (4.8 mi2) が陸地で0.21%が水地域である。

## 人口動静
2000年現在の国勢調査で、この町は人口12,881人、6,151世帯、及び3,278家族が暮らしている。人口密度は1,047.0/km2 (2,708.9/mi2) である。539.4/km2 (1,395.6/mi2) の平均的な密度に6,636軒の住宅が建っている。この町の人種的な構成は白人83.16%、アフリカン・アメリカン11.89%、先住民0.28%、アジア1.61%、太平洋諸島系0.02%、その他の人種1.20%、及び混血1.85%である。ここの人口の2.63%はヒスパニックまたはラテン系である。
この町内の住民は20.9%が18歳未満の未成年、18歳以上24歳以下が10.1%、25歳以上44歳以下が31.5%、45歳以上64歳以下が20.2%、及び65歳以上が17.2%にわたっている。中央値年齢は37歳である。女性100人ごとに対して男性は89.2人である。18歳以上の女性100人ごとに対して男性は84.9人である。
この町内の世帯ごとの平均的な収入は37,713米ドルであり、家族ごとの平均的な収入は49,005米ドルである。男性は36,756米ドルに対して女性は26,954米ドルの平均的な収入がある。この町内の一人当たりの収入 (per capita income) は21,467米ドルである。人口の8.8%及び家族の5.6%の収入は貧困線以下である。全人口のうち18歳未満の7.7%及び65歳以上の9.5%は貧困線以下の生活を送っている。